# Fog of Love
Fog of Love er et brætspil for to spillere, udviklet af danskeren Jacob Jaskov og udgivet i 2017. Spillet blev præsenteret på messen Spiel i Essen, og der blev det solgt til distribution via den amerikanske Walmart-kæde.
Fog of Love er efter udviklerens eget udsagn en romantisk komedie omsat til brætspil. De to spillere påtager sig rollerne som et par, der netop har mødt hinanden og prøver at finde ud af, om de kan få et kærlighedsforhold til hinanden.